# Andrea Mazzon
Andrea Mazzon (Venezia, 23 febbraio 1966) è un allenatore di pallacanestro italiano.

## Carriera
Mazzon è il secondo allenatore italiano dopo Ettore Messina per numero di finali europee disputate (3). Ha vinto la Coppa Korać nel 1997 e ha raggiunto la finale nel 1996 e nel 2007.
È stato votato Allenatore dell'anno in Italia nel 1997. Nel 1999 e nel 2007 è stato allenatore dell'All Star Game in Grecia.
Dal 12 gennaio 2010 torna in Italia e viene assunto dalla Reyer Venezia. Il 13 novembre 2013 è stato esonerato per aver ottenuto una sola vittoria nelle prime giornate; gli è subentrato Zare Markovski.
Il 27 ottobre 2015 diventa il nuovo vice-allenatore dei Delaware 87ers.

## Palmarès

### Club
- Coppa Korać: 1

Verona: 1997-98
- Campionato italiano: 1

Reyer Venezia femminile: 2023-2024
- Supercoppa italiana: 1

Reyer Venezia femminile: 2024

### Individuali
- Miglior allenatore della Serie A: 1

1997